# HD 4208 b
HD 4208 b (Xolotlan) – planeta pozasłoneczna orbitująca wokół gwiazdy HD 4208 (Cocibolca). Planeta ma prawdopodobnie trochę mniejszą masę niż Jowisz. Okrąża gwiazdę w odległości około 1,65 au, czyli w odległości zbliżonej do odległości Marsa od Słońca. Jeden obieg wokół gwiazdy zajmuje jej około 828 dni.

## Nazwa
Planeta ma nazwę własną Xolotlan, która w języku nahuatl jest nazwą jeziora Managua, drugiego co do wielkości w Nikaragui. Nazwa została wyłoniona w konkursie zorganizowanym w 2019 roku przez Międzynarodową Unię Astronomiczną w ramach stulecia istnienia organizacji. Uczestnicy z Nikaragui mogli wybrać nazwę dla tej planety. Spośród nadesłanych propozycji zwyciężyła nazwa Xolotlan dla planety i Cocibolca dla gwiazdy.